# FC Šiauliai
Der FC Šiauliai war ein litauischer Fußballverein aus Šiauliai. Der 1995 als FKK Šiauliai gegründete Verein spielte von 2005 bis 2015 in der A lyga. 2013 stand der Verein im Finale des litauischen Pokals, das im Elfmeterschießen gegen VMFD Žalgiris verloren ging. 2016 wurde der Verein aufgelöst.

## Geschichte
1995 organisierte man eine Fußballmannschaft neben einem Basketball-Club von Šiauliai. In einem Sportverein gab es damals zwei Sportarten und entsprechende Teams. Die Fußballmannschaft spielte zunächst in unteren Ligen. Nachdem der FK Sakalas Šiauliai 2003 aufgelöst worden war, wurde die Fußballabteilung als FK Šiauliai ausgegliedert und spielte ab der Saison 2005 in der A lyga. Ein 9. Platz in der Saison 2015 bedeutete den Abstieg aus der höchsten Liga, nach dem der Verein 2016 aufgelöst wurde.

## Name
- 1995–2004: KFK Šiauliai (Basketball- und Fußballverein „Šiauliai“)
- 2004–2014: FK Šiauliai (Fußballverein „Šiauliai“)
- 2014–2016: FC Šiauliai (Fußballverein „Šiauliai“)

## Statistik (2004–2016)
| Saisons | Div. | Liga       | Platz | @      |
| ------- | ---- | ---------- | ----- | ------ |
| 2004    | 2.   | Pirma lyga | 1.    | [ 1 ]  |
| 2005    | 1.   | A lyga     | 9.    | [ 2 ]  |
| 2006    | 1.   | A lyga     | 8.    | [ 3 ]  |
| 2007    | 1.   | A lyga     | 8.    | [ 4 ]  |
| 2008    | 1.   | A lyga     | 7.    | [ 5 ]  |
| 2009    | 1.   | A lyga     | 4.    | [ 6 ]  |
| 2010    | 1.   | A lyga     | 8.    | [ 7 ]  |
| 2011    | 1.   | A lyga     | 4.    | [ 8 ]  |
| 2012    | 1.   | A lyga     | 5.    | [ 9 ]  |
| 2013    | 1.   | A lyga     | 7.    | [ 10 ] |
| 2014    | 1.   | A lyga     | 7.    | [ 11 ] |
| 2015    | 1.   | A lyga     | 9.    | [ 12 ] |
| 2016    | †    | †          | †     |        |

## Europapokalbilanz
| Saison  | Wettbewerb         | Runde    | Gegner             | Gesamt    | Hin     | Rück    |
| ------- | ------------------ | -------- | ------------------ | --------- | ------- | ------- |
| 2010/11 | UEFA Europa League | 2. Runde | Wisła Krakau       | 0:7       | 0:2 (H) | 0:5 (A) |
| 2012/13 | UEFA Europa League | 1. Runde | FC Levadia Tallinn | (a)2:2(a) | 0:1 (A) | 2:1 (H) |

Gesamtbilanz: 4 Spiele, 1 Sieg, 3 Niederlagen, 2:9 Tore (Tordifferenz −7)

## Trainer
- Vytautas Jančiauskas (2004–2005)
- Saulius Vertelis (2006)
- Darius Magdišauskas (2006)
- Rytis Tavoras (2008)
- Fabio Lopez (2008)
- Deivis Kančelskis (2009)
- Valdas Ivanauskas (2010)
- Saulius Širmelis (Jan 2011–2011)
- Deivis Kančelskis (2011–2012)
- Gediminas Jarmalavičius (2012)
- Tomas Kančelskis, 2013
- Audrius Paškevičius
- Gediminas Jarmalavičius 2014
- Tomas Ražanauskas 2015
- Deivis Kančelskis 2015